# Cryptoworks
CryptoWorks – system dostępu warunkowego wykorzystywany w telewizji cyfrowej, opracowany przez firmę Philips CryptoTec, obecnie należącą do Irdeto.

## Niektórzy nadawcy używający systemu CryptoWorks
(w kolejności: nazwa platformy lub programu, kraj pochodzenia lub docelowy, satelita, stopień)
- Arqiva (Wielka Brytania, Sirius, 5°E)
  - poszczególne programy:
    - ESPN (Classic Sport Europe) (ang., niem., także w języku polskim),
    - Hustler TV Europe/Blue Hustler Europe (ang.),
    - Travel Channel UK (ang., węg., rosyjski, także po polsku),
    - Zone Romantica (2x) (węg., czeski, ros., hiszpański, tur., także po polsku),
- Multi-Channel BFBS (Wielka Brytania, Eutelsat W2A, 10°E)
  - poszczególne programy (wszystkie w języku angielskim):
    - BFBS 1-6,
    - Sky News UK,
    - Sky Sports 1,
    - Sky Sports 2,
    - The Hits,
- UPC Direct (Węgry, Czechy i Słowacja, Astra, 23,5°E)
  - poszczególne programy:
    - Animal Planet Czechia & Hungary (węg., czeski, oryg.),
    - ATV Hungary (węgierski),
    - AXN Central Europe (węg., czeski, ang.),
    - Blue Hustler Europe (ang.),
    - Boomerang Europe (węg., ang., także po polsku),
    - Cinemax Central Europe (węg., czeski, oryg.),
    - Cartoon Network Central Europe/TCM Europe (węg., ang.),
    - Cool TV Hungary (węgierski),
    - ČT1 (publiczna czeska „jedynka”),
    - ČT2 (publiczna czeska „dwójka”),
    - ČT4 Sport (czeski, sportowy),
    - Discovery Channel Hungary (węg., czeski, ang.),
    - Duna TV (węgierski),
    - Echo TV (węgierski),
    - Eurosport 2 (ang.),
    - Film + Czechia (czeski),
    - Film + Hungary (węg.),
    - Filmmúzeum (węgierski),
    - Galaxie Sport (czeski, sportowy + oryg.),
    - Hallmark Channel East Europe (węg., czeski, ang.),
    - HBO 2 Central Europe (węg., czeski, oryg.),
    - HBO Czechia, (czeski, oryg., AC3),
    - HBO Hungary, (węg., oryg., AC3),
    - Hír TV (węgierski, prawicowy),
    - Hustler TV (angielski),
    - Jetix Hungary & Czechia/Jetix Max (węg., czeski, ang.),
    - Joj (język słowacki),
    - Magyar 1 (m1, publiczna węgierska „jedynka”),
    - Magyar 2 (m2, publiczna węgierska „dwójka”),
    - MGM Channel Central Europe (czeski, ang.)
    - MiniMax Czechia/Anime+ Czechia (czeski, węg.),
    - Music Box Slovakia (słowacki),
    - National Geographic Channel Hungary - Czechia (węg., oryg., także po polsku),
    - Prima TV Czechia (czeski),
    - RTL Klub (węgierski),
    - Spektrum International (węg., czeski),
    - Sport 1 Czechia (czeski, sportowy),
    - Sport 1 Hungary (węg., sportowy),
    - Sport 2 Hungary (węg., sportowy),
    - Sport Klub Hungary (węg., sportowy),
    - STV 1 (publiczna słowacka „jedynka”),
    - TA 3/Ring Tv (TA 3 – słowacki program informacyjny)
    - TV 2 Hungary (węgierski),
    - TV Deko (węg., czeski),
    - TV Markiza (jęz. słowacki),
    - TV Nova Czechia (czeski),
    - TV Paprika (węg., czeski),
    - Viasat 3 (węgierski),
    - Viasat Explorer East (węg., czeski, ang.),
    - Viasat History (węg., czeski, ang.),
    - XXX Extreme (angielski),
- Tividi Satellit, (Niemcy, Astra, 19,2°E)
  - poszczególne programy (wszystkie w języku niemieckim):
    - Arena Home (+ ang.),
    - AXN Deutschland,
    - Cartoon Network
    - Eurosport 2 Germany,
    - History Channel,
    - Kinowelt TV Premium,
    - National Geographic Channel Deutschland,
    - Passion TV,
- Digiturk (łącznie z Irdeto 2) (Turcja, Eutelsat W3A, 7°E)
- bez konkretnej platformy
  - pojedyncze programy:
    - Arena 9 (Niemcy, Astra, 19,2°E, niem.)
    - Boomerang Deutschland (Niemcy, Astra, 19,2°E, niem.)
    - MTV Europe dla UPC Direct (Wielka Brytania, Astra, 19,2°E, ang., oryg.)
    - RTL Crime (Niemcy, Astra, 19,2°E, niem.)
    - RTL Living (Niemcy, Astra, 19,2°E, niem.)
    - RTL Schweiz (Szwajcaria, Hot Bird, 13°E, niem.)
    - TCM Deutschland (Niemcy, Astra, 19,2°E, niem., oryg.)
    - Viva TV Hungary dla UPC Direct (Węgry-Niemcy, Astra, 19,2°E, węg.)
    - Zone Romantica Romania (Wielka Brytania-Rumunia, Sirius, 5°E, rum.)
- oraz niektóre inne płatne telewizje oraz systemy free-to-view; głównie w Europie.

Jest też wykorzystywany do kodowania przekazów dla telewizji kablowych.
Z systemu Cryptoworks korzystała również, nieistniejąca już, pierwsza polska platforma satelitarna Wizja TV.